# Protohaplolepis
Protohaplolepis è un genere di pesci ossei estinti, appartenente agli aplolepiformi. Visse tra il Carbonifero inferiore e il Carbonifero superiore (circa 325 - 305 milioni di anni fa) e i suoi resti fossili sono stati ritrovati in Europa.

## Descrizione
Come tutti i suoi stretti parenti, Protohaplolepis era caratterizzato da dimensioni molto piccole: non superava infatti i 7 centimetri di lunghezza nelle specie più grandi (Protohaplolepis traquairi, P. limnades). Come tutti gli aplolepidi, anche Protohaplolepis era dotato di un corpo fusiforme, con una testa bassa e orbite grandi; la coda era dotata di un lobo superiore molto più allungato e robusto del lobo inferiore. Protohaplolepis era caratterizzato da un tetto cranico corto e largo, e da ossa dermopterotiche e parietali separate. I lembi posterolaterali erano assenti, mentre le ossa extrascapolari e post-temporali si incontravano lungo la linea mediana. La mascella era caratterizzata da un'alta espansione triangolare, ed è possibile che vi fosse il quadratojugale. Protohaplolepis era inoltre sprovvisto della linea laterale nella zona ventrale. 

## Classificazione
Protohaplolepis è considerato un membro degli aplolepiformi, un piccolo gruppo di pesci ossei arcaici tipici del Carbonifero e di dimensiooni eccezionalemnte ridotte. In particolare, sembra che Protohaplolepis fosse una delle forme più antiche e arcaiche del gruppo. 
Protohaplolepis venne descritto per la prima volta nel 1983 da Lowney, sulla base di resti fossili ritrovati in terreni della fine del Carbonifero inferiore (Namuriano) in depositi ferrosi nella zona di Loanhead (Midlothian) in Scozia; la specie tipo è Protohaplolepis scotica, già presa in esame da Traquair (ma senza essere descritta formalmente) che le attribuì il nome Eurylepis scoticus. Altre specie sono state descritte sulla base di esemplari provenienti da terreni più recenti (Westphaliano) nei depositi carboniferi di Drumgray nel North Lanarkshire, sempre in Scozia: P. isabellae, P. limnades, P. traquairi. 